# Zhang Yining
Zhang Yining (n. 5 octombrie 1981, Beijing, Republica Populară Chineză) este o jucătoare de tenis de masă chineză, medaliată olimpică. A participat la 2 ediții ale Jocurilor Olimpice (2004, 2008) în care a câștigat 4 medalii de aur.